# Castine-en-Plaine
Castine-en-Plaine es una comuna francesa, situada en el departamento de Calvados, de la región de Normandía, creada el 1 de enero de 2019.

## Geografía
Está ubicada al sur de Caen.

## Historia
La comuna nueva fue creada el 1 de enero de 2019, con la unión de las comunas de Hubert-Folie, Rocquancourt y Tilly-la-Campagne, pasando a estar el ayuntamiento en la antigua comuna de Rocquancourt.